# Sint-Walburgkerk (Groningen)

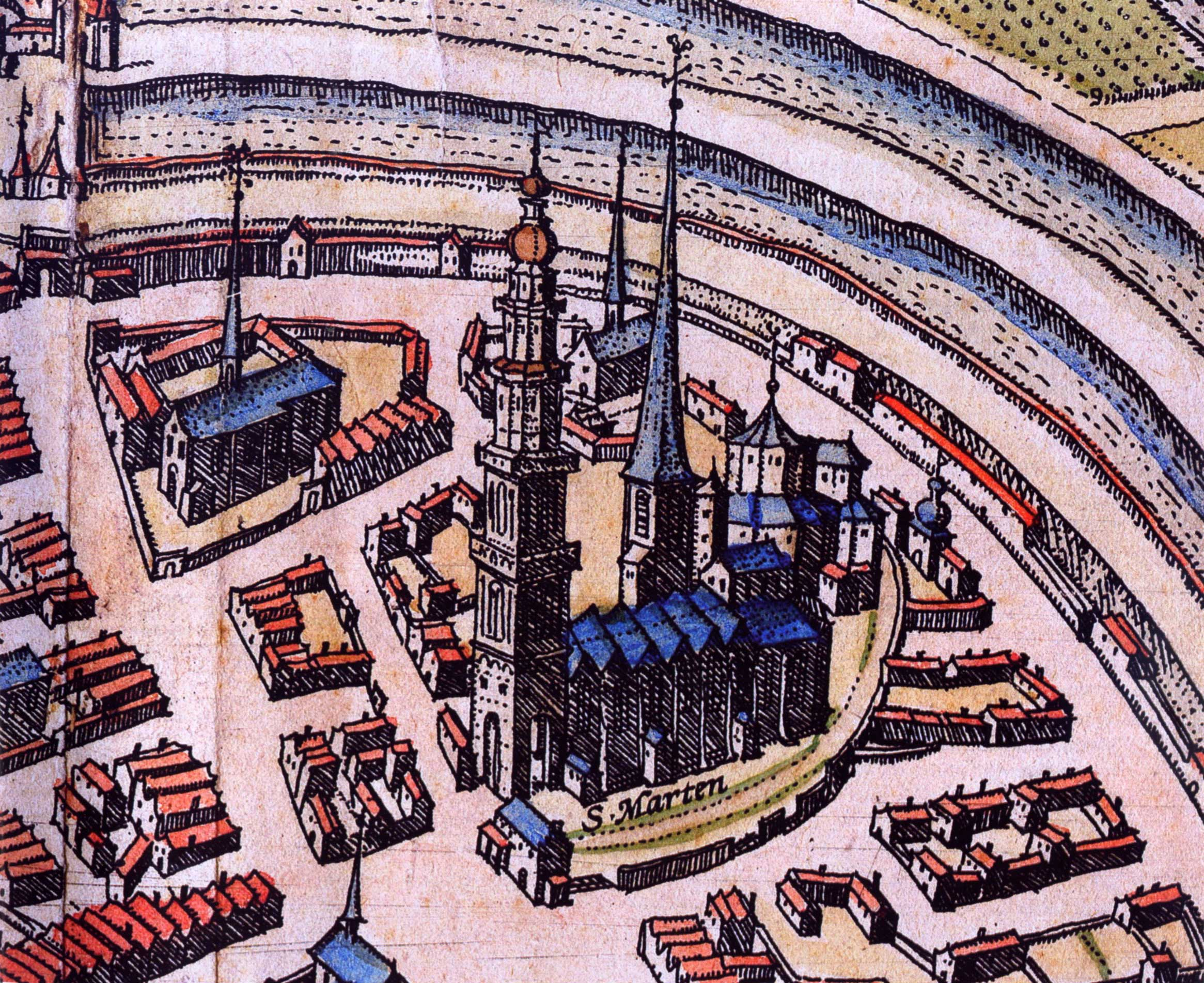
Op dit detail van een stadsplattegrond van Groningen door Georg Braun en Frans Hogenberg uit circa 1575 staat de Sint-Walburgkerk rechts achter de Martinikerk

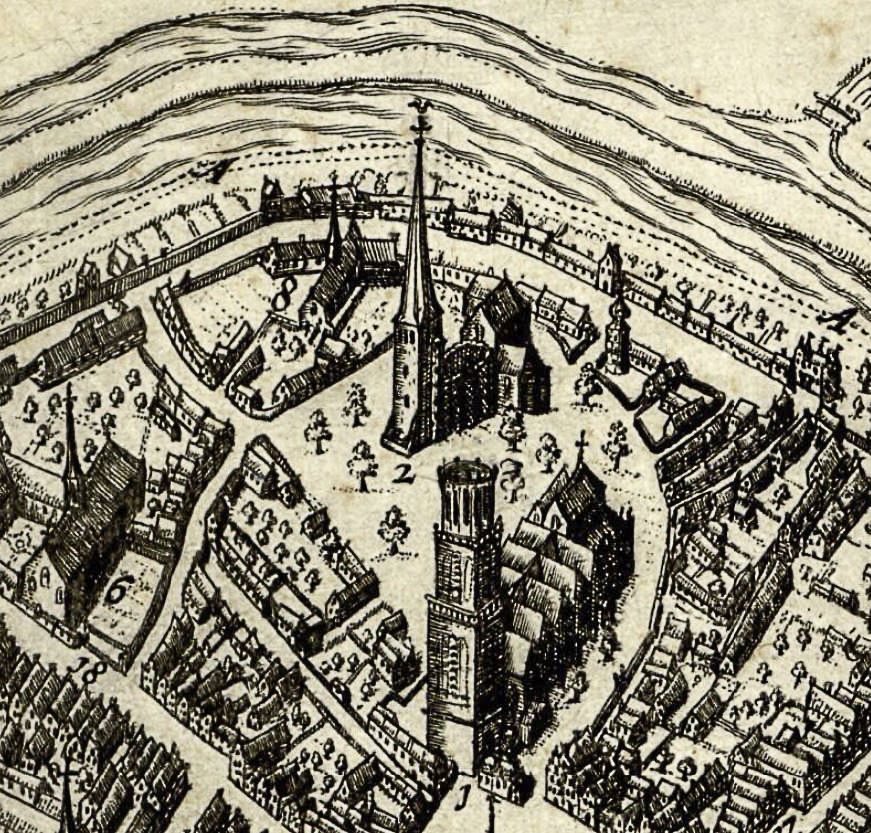
De Walburgkerk en Martinikerk op de kaart van Nicolaes van Geelkercken uit 1616. Te zien valt dat het dak er toen al af was en het ronde middengedeelte ook gesloopt is. Ook is te zien dat de spits van de Martinitoren mist als gevolg van de brand van 1577.

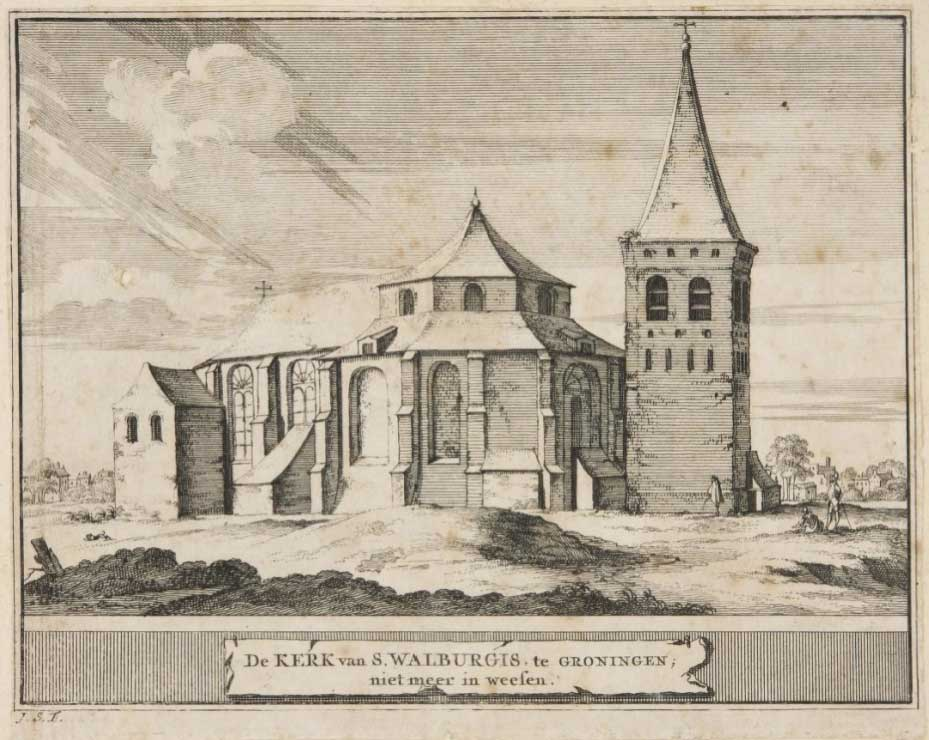
De Sint-Walburg getekend door Roeland Roghman, ets van Jacobus Schijnvoet uit 1711

De Sint-Walburgkerk is de naam van de in 1627 afgebroken kerk op het terrein van het Martinikerkhof in de stad Groningen. De kerk zou tussen 1100 en 1112 zijn gebouwd.

## Stichting en ouderdom
Lange tijd werd aangenomen dat de Sint-Walburgkerk de oudste stenen kerk van Groningen was. Daarbij werd een verband gelegd tussen Walburga, die als schutspatrones tegen de Vikingen bekendstond, en de bescherming die de kerk de inwoners van de stad bood. In 1921 schreef C.H. Peters nog dat de kerk uit de tiende eeuw stamde en het oudste stenen gebouw in de stad was. Albert van Giffen, die in de jaren vijftig onderzoek naar de ligging van de kerk heeft gedaan, dateerde de bouw op de periode 1046-1054. Recenter onderzoek, met name naar de resten van een eerdere houten kerk ter plaatse uit het laatste kwart van de 11e eeuw, wijzen echter op een latere bouw, en dan is de Martinikerk van eerdere datum.
Tegenwoordig wordt aangenomen dat de kerk is gebouwd als bisschoppelijke kapel op grond van de bisschop van Utrecht. De bouw zou hebben plaatsgevonden tussen 1100 en 1112. Opdrachtgever zou bisschop Burchard geweest zijn.
Bij opgravingen zijn ook resten gevonden van een waarschijnlijk 9e-eeuwse boerderij, die dan een tijdgenoot moet hebben gevormd van de 9e-eeuwse houten voorganger van de Martinikerk en waarbij zich ook een roedenberg bevond. Verder wijzen paalkuilen onder ploegvoren daaronder erop dat er ook tijdens de Romeinse periode een boerderij moet hebben gestaan. Tussentijds zou de grond dan in gebruik zijn geweest als landbouwgrond.

## Bisschop of stad
Hoewel naar huidig inzicht de Sint-Walburg waarschijnlijk een bisschoppelijke kapel is geweest, dachten de stadjers in de dertiende eeuw daar heel anders over. In de Narracio, een middeleeuwse kroniek, komt de kerk voor als twistappel tussen de inwoners van de stad en de vertegenwoordiger van de bisschop. De stadjers claimen de kerk, zij zouden deze zelf hebben gebouwd in hun strijd tegen de Noormannen.

## Functie
De kerk is een van de oudste stenen gebouwen in de stad geweest. Als kerkburcht heeft het ook een grote, maar slecht gedocumenteerde rol in de geschiedenis van de stad gespeeld. In 1139 werd de kerk bijvoorbeeld door gewapende burgers bezet en was bisschop Hartbert van Bierum gedwongen deze met geweld te beëindigen. In 1189 zouden de Groningse opstandelingen het dak hebben afgebroken van de kerk in hun strijd tegen de bisschop. Izaak Gosses veronderstelde dat de kerk een vergelijkbare functie heeft gehad als de Burcht voor Leiden. De prefect zag hij als burggraaf, waarbij de kerk weliswaar geen burcht was, maar wel deels die functie had.
De kerk is nooit een zelfstandige parochiekerk geworden, maar was steeds verbonden met de Martinikerk. Toen de Martini verheven werd tot kathedraal van het opgerichte bisdom Groningen kreeg de Walburg de functie van parochiekerk.

## Uiterlijk
De kerk wordt in haar latere vorm afgebeeld op oude stadsplattegronden. Overgeleverde tekeningen van de kerk  dateren echter allemaal van na de afbraak. Het onderzoek van Van Giffen heeft wel een duidelijk beeld van de plattegrond opgeleverd, die overeenkomen met de afbeelding zoals op de stadsplattegrond is te zien. De kerk bestond uit een rond (twintigzijdig) middengedeelte met aan de westzijde een rechthoekige toren. Aan de oostzijde was een kort, rechthoekig koor dat tijdens de late gotiek is uitgebouwd. De totale afmetingen bedroegen 46 meter in de lengte bij 30,6 in de breedte. Foto's die gemaakt zijn van de opgraving door Van Giffen zijn via de link naar commons hieronder te vinden.

## Verval
Het verval van de kerk begon in 1594 toen de stad belegerd werd door Maurits van Oranje. Tijdens die belegering werd de loden dakbedekking gebruikt voor de productie van kogels. In 1611 werd het ronde middengedeelte gesloopt, in 1616 gevolgd door de toren. Het restant werd vervolgens in 1627 gesloopt. De Nieuwe Kerk, die in de kort daarna plaatsvindende stadsuitbreiding werd gebouwd, werd oorspronkelijk aangeduid met nieuwe Walburgkerk.
De voormalige weem van de kerk is nog aanwezig en huisvest tegenwoordig het Kunstlievend Genootschap Pictura.

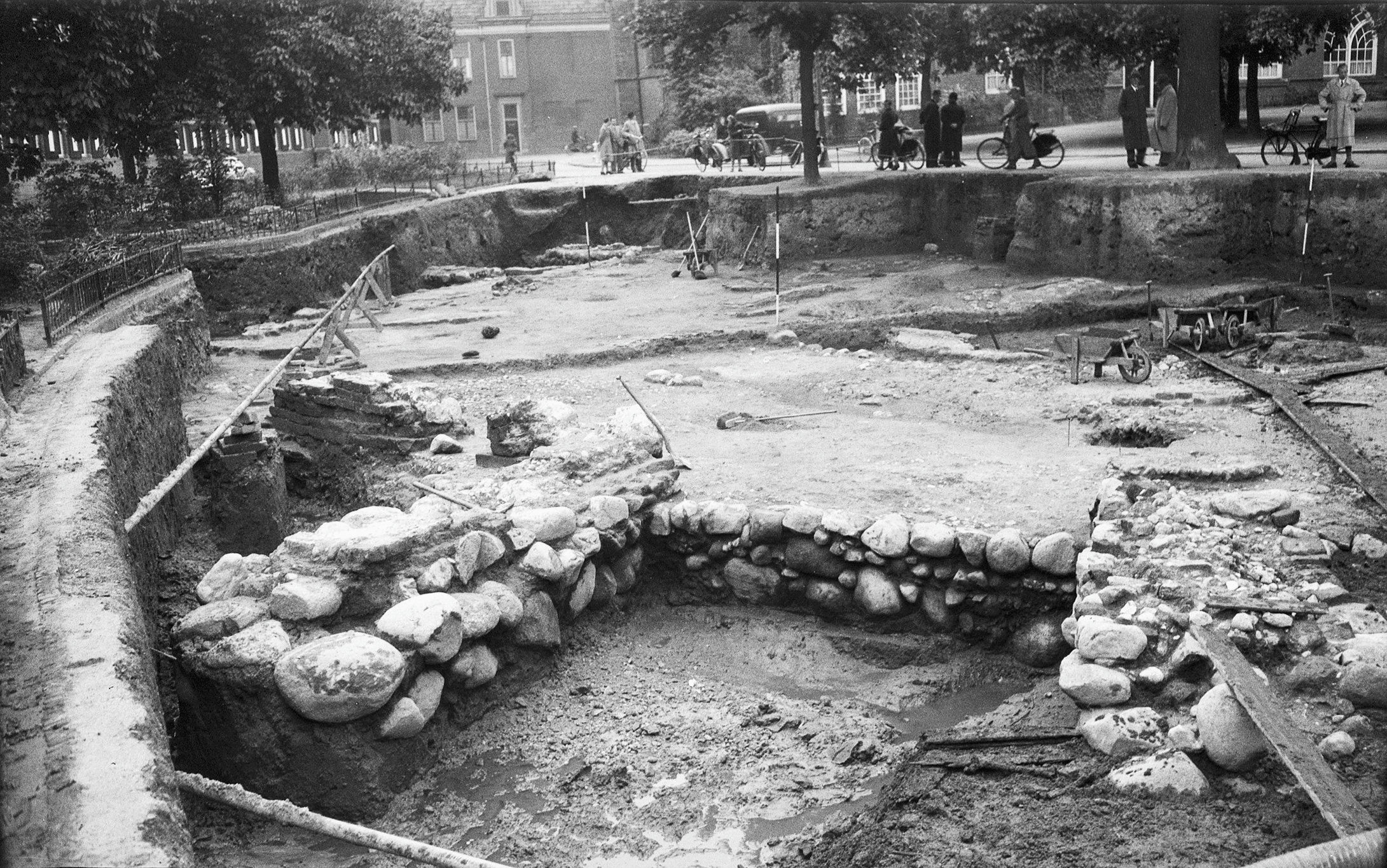
Opgravingen in 1950
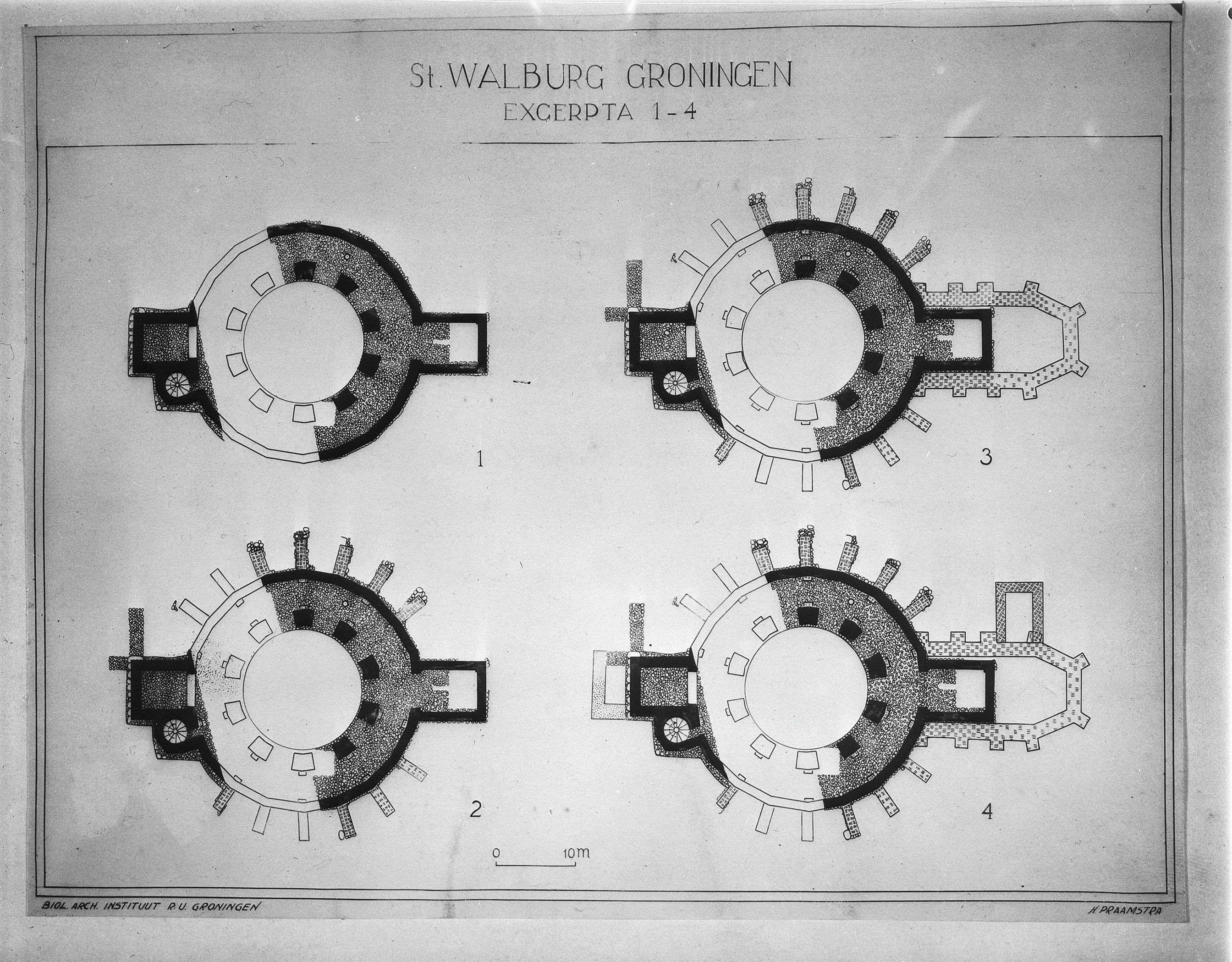
Plattegrond
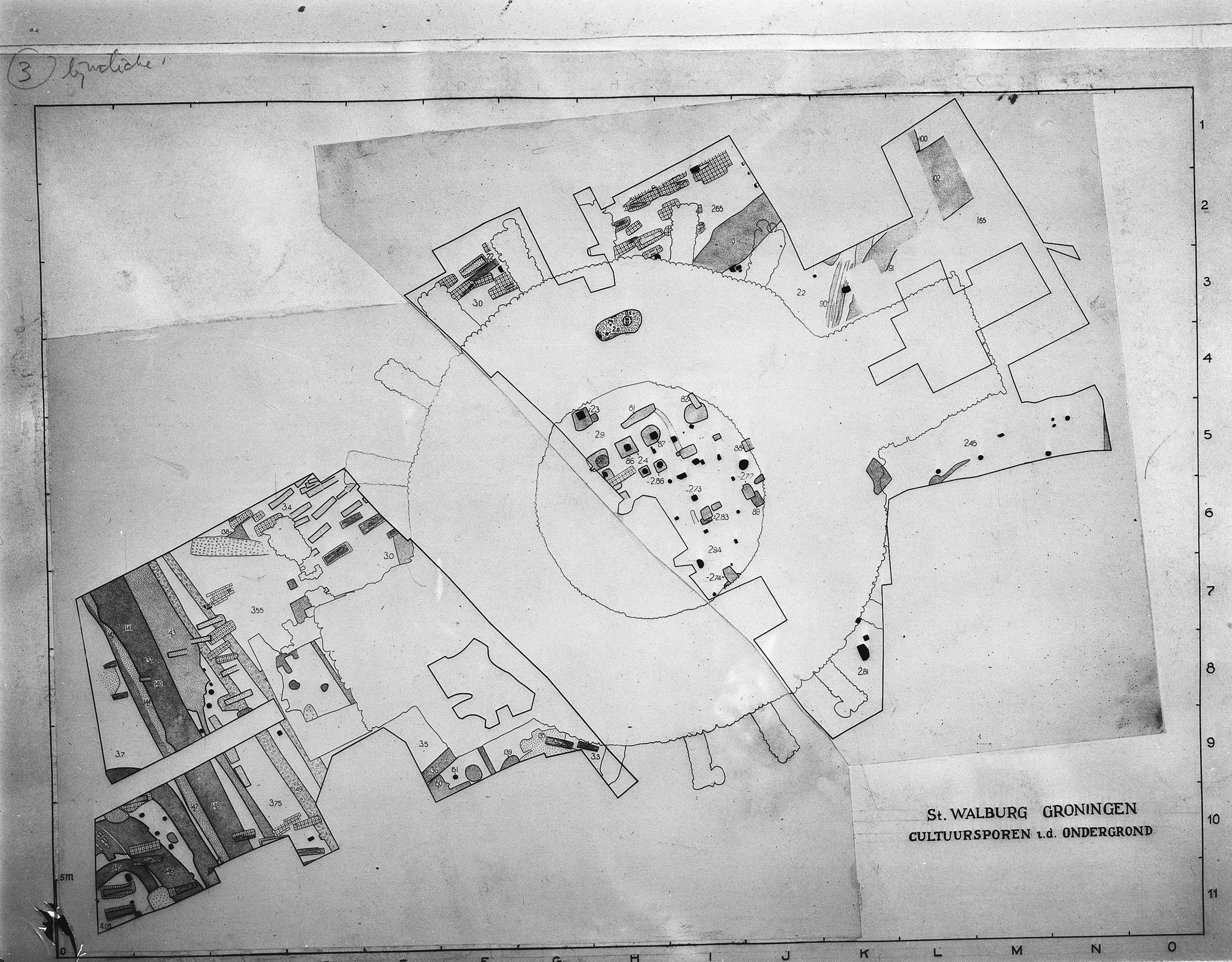
Plattegrond van de opgravingen
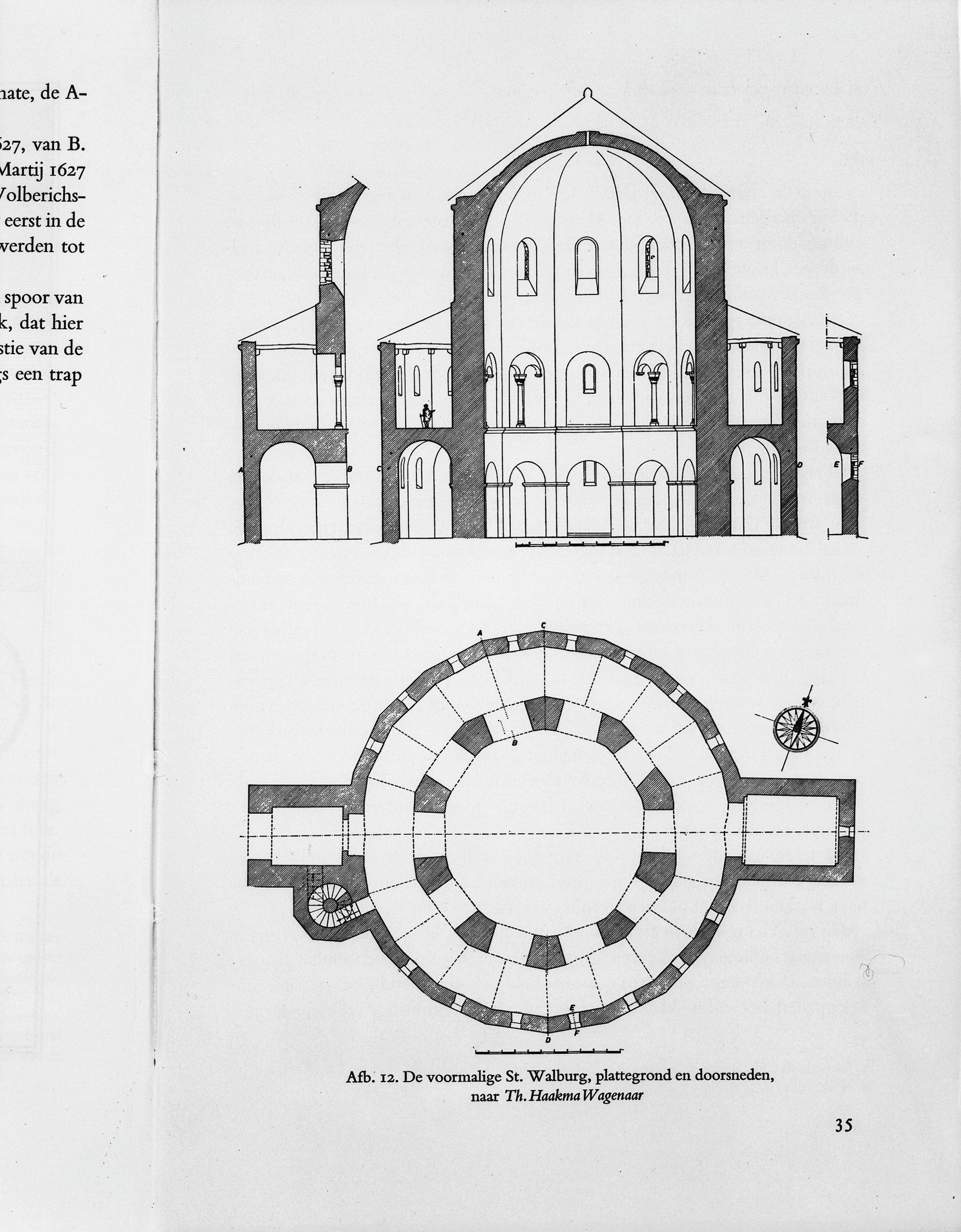
Doorsnede en plattegrond van Theunes Haakma Wagenaar